# (2080) Jihlava
(2080) Jihlava – planetoida z pasa głównego asteroid okrążająca Słońce w ciągu 3 lat i 78 dni w średniej odległości 2,18 au. Została odkryta 27 lutego 1976 roku przez Paula Wilda. Przed nadaniem nazwy planetoida nosiła oznaczenie tymczasowe (2080) 1976 DG.